# Савиньяно-Ирпино
Савиньяно-Ирпино (итал. Savignano Irpino) — коммуна в Италии, располагается в регионе Кампания, в провинции Авеллино.
Население составляет 1647 человек (2008 г.), плотность населения составляет 43 чел./км². Занимает площадь 38 км². Почтовый индекс — 83030. Телефонный код — 0825.
Покровителями коммуны почитаются святитель Николай, празднование 6 декабря, и святая Анна, празднование 26 июля.

## Демография
Динамика населения:

## Администрация коммуны
- Официальный сайт: http://www.comune.savignano.av.it/